# One and zero
『one and zero』（ワンアンドゼロ）は、andropの通算5枚目のアルバムである。2012年12月5日にワーナーミュージック・ジャパンから発売された。

## 概要
前作『relight』から約1年3か月ぶりのアルバムリリースとなった。andropとしては2作目のフルアルバムである。
タイトルの『one and zero』については、内澤によると「今までなかったものが生まれることが1として、今まであったものが無くなることが0とすると、僕らは色んな1と0（「始まりと終わり」、「生と死」、「未来と過去」、「光と闇」など）の間に生きていると言える」としており、さらに二進法のように「1」と「0」の2つの数字だけで無限なものを作り出せると語っている。
本作は通常盤と初回限定盤の2形態で発売された。初回限定盤には、2012年の2月から3月にかけて全国7会場のライブハウスを回ったツアー「one-man live tour "relight"」より、ファイナルのZepp Tokyo公演（3月31日）での映像が7曲収録されたDVDが付属した。

## 収録曲
全曲　作詞・作曲：内澤崇仁、編曲：androp
1. O [0:35]
2. Rising Star [4:32]
3. Boohoo [3:35]
2ndシングルの1曲目。
4. Message [4:23]
5. Plug In Head [2:37]
6. Rainbows [4:10]
映画「鈴木先生」主題歌。同作とコラボした特別映像も制作された[3][4]。
2013年1月6日に放送されたNHK「MUSIC JAPAN」にandropが出演し、本曲を地上波初披露した[4]。
7. AM0:40 [2:45]
2ndシングルの2曲目。
8. Radio [3:19]
9. World.Words.Lights. [3:37]
1stシングルの1曲目。
10. You [3:51]
1stシングルの2曲目。
11. Party [2:27]
12. Human Factor [4:56]
13. Waltz [4:26]
2ndシングルの3曲目。
14. Encore [3:39]
15. End roll [5:53]
テレビ朝日系「Musicる TV」11月度エンディングテーマ。
『"End roll" of 2012』と題し、TOKYO FMの番組「SCHOOL OF LOCK!」のリスナーから「2012年のかけがえのない一瞬を捉えた写真」を募集[5]。多数の応募から選出した写真を使用して制作したオリジナルビデオをYouTubeにて公開した[6]。

### 初回限定盤DVD
「one-man live tour "relight"」のツアーファイナル・Zepp Tokyo公演（2012年3月31日）での7曲のライブ映像を収録。
1. Nam(a)e
2. Pray
3. Puppet
4. Colorful
5. Bright Siren
6. World.Words.Lights.
7. MirrorDance

## ツアー
本作を引っさげ、andropとして初のホールツアー「one-man live tour "one and zero"」を2013年3月10日・日本特殊陶業市民会館フォレストホール公演、3月16日・オリックス劇場公演、3月30日・東京国際フォーラムホールA公演の全3公演の日程で開催した。
なお、ツアーファイナルの東京公演の模様を収録したライブ映像作品『LIVE DVD "one and zero"@Tokyo International Forum Hall A 2013.03.30』が2013年8月21日に発売された。